# 索瓦尼亚圣马尔特
索瓦尼亚圣马尔特（法語：Sauvagnat-Sainte-Marthe）是法国多姆山省的一个市镇，位于该省南部，属于伊苏瓦尔区。该市镇总面积6.41平方公里，2009年时的人口为512人。

## 人口
索瓦尼亚圣马尔特人口变化图示